# Reventino
Il Reventino (in calabrese locale Rivintinu, Ruventinu o Riventinu) è un massiccio montuoso della Calabria che rappresenta il prolungamento occidentale della Sila Piccola.

## Geografia fisica

### Territorio
Il massiccio del Reventino è posto a ridosso della parte più stretta della penisola italiana, l'istmo di Catanzaro, largo circa 30 km tra i mari Ionio e Tirreno. Il complesso è delimitato a nord dalla valle del Savuto, a sud dalla piana di Sant'Eufemia, a ovest dal mar Tirreno, mentre a est il confine virtuale con la Sila Piccola può essere identificato nel corso del Corace. La cima del Reventino (m 1417 s.l.m.) ricade nel territorio di Platania, mentre l'anticima (m 1410 s.l.m.) è posta nel territorio di Conflenti.

### Pedologia
L'origine del massiccio è stata oggetto di numerosi studi. Una caratteristica del massiccio del Reventino è la presenza della cosiddetta "pietra verde del Reventino", un ofiolite a grana fine utilizzata in passato come materiale da costruzione. Il geologo statunitense Walter Álvarez ha osservato che l'orientazione delle "pieghe mesoscopiche", ossia l'orientazione di pieghe di dimensioni decimetriche, è distorta verso i quadranti occidentali. L'ipotesi di Álvarez è che le pieghe mesoscopiche degli ofioliti si siano originate durante le fasi di chiusura dell'oceano Tetide per la collisione della placca africana con quella euroasiatica che ha dato origine alle catene montuose delle Alpi e degli Appennini. Il Reventino, tuttavia, si sarebbe staccato dalle Alpi ed avrebbe subìto un trasporto passivo fino a raggiungere la sua posizione attuale. Le rocce del Reventino, infatti, hanno poca somiglianza con quelle degli Appennini, mentre sono simili a quelle delle Alpi, della Corsica e della Sardegna.
Il fenomeno della "distorsione" delle pieghe, riconosciuto per la prima volta sul monte Reventino, è stato in seguito proposto da Alvarez come un metodo originale per determinare il senso di trasporto delle masse rocciose.

### Orografia
Il massiccio del Reventino comprende varie cime fra cui, procedendo da est a ovest, il monte Serralta (1246 m s.l.m.), le cime gemelle dei monti Reventino propriamente detto (1417 m s.l.m.) e Monticello del Pubblico (1410 m s.l.m.), il monte Faggio (1329 m s.l.m.), il monte Capo di Bove (1297 m s.l.m.) e il monte Mancuso (1327 m s.l.m.)

### Idrografia
Dal Reventino nascono numerosi corsi d'acqua che sfociano nel mar Tirreno, direttamente oppure come affluenti dei fiumi Amato (anticamente Lametos) e Savuto. In territorio di Conflenti nasce il fiume Bagni che sfocia, come l'Amato, nel golfo di Sant'Eufemia, ed è noto sin dall'antichità per le sorgenti di acqua calda delle Terme di Caronte. Nel territorio di Platania hanno origine i torrenti Canne e Piazza. Quest'ultimo ha origine in località Acqua di Rio, chiamata in dialetto "A Jumara di Granci" perché popolata da granchi di acqua dolce. Lungo il corso del torrente Piazza, in località Reillo di Platania, sono visibili i resti di alcuni antichi mulini ad acqua.

### Clima
Nel territorio del Reventino le precipitazioni atmosferiche sono alquanto abbondanti raggiungendo, nelle aree sommitali, valori di 1700 mm di pioggia/anno (media 1305 mm/anno), concentrate nelle stagioni autunnali, invernali e primaverili; il periodo estivo, al contrario, è alquanto secco. Nella stagione invernale le nevicate possono essere abbondanti.

## Ambiente naturale
La presenza degli ofioliti, e l'associazione con metalli in traccia potenzialmente tossici per i vegetali, hanno selezionato un ecosistema esclusivo. Ciò costituisce fra l'altro la base scientifica per la proposta di istituzione di un Parco Regionale dei monti Reventino e Mancuso, il cui territorio dovrebbe essere incluso in quello compreso nella soppressa Comunità Montana dei Monti Reventino Tiriolo Mancuso. Scopo principale della proposta è la protezione dell'ambiente naturale. Accanto ad aree con elevato grado di naturalità, soprattutto attorno al monte Mancuso, esistono infatti aree degradate per l'elevata antropizzazione, nonostante il declino demografico verificatosi negli ultimi decenni. L'istituzione di un parco permetterebbe fra l'altro la messa in atto degli interventi necessari al ripristino della vegetazione endemica nella fascia altimetrica compresa tra i 700 metri fino ai 1400 metri s.l.m. C'è da aggiungere che la presenza di fibre di asbesto, nelle rocce ofiolitiche, comporta rischi per la salute nei lavoratori addetti alla lavorazione delle pietre verdi.

## Società

### Evoluzione demografica
Attualmente alle pendici del massiccio del Reventino, a quota compresa fra 700 e 900 m s.l.m., sono posti alcuni agglomerati urbani appartenenti ai comuni di Decollatura, Platania, e Conflenti. Sebbene siano state rilevate tracce di presenza umana risalenti alla preistoria, ancora nel XV secolo il Reventino era pressoché disabitato. Dal tardo medioevo i terreni appartenevano all'abbazia cistercense di Corazzo e alla Diocesi di Martirano, ma gli abitanti dei paesi sottostanti vi avevano esercitato per secoli gli usi civici del pascolatico, del legnatico e della raccolta della neve. Erano state spesso messe in atto, soprattutto da parte dei vescovi di Martirano, politiche tese a richiamare coloni dai paesi vicini; ma tali spostamenti ebbero per secoli un carattere prevalentemente stagionale: i coloni si trasferivano in montagna all'inizio della primavera e si dedicavano all'agricoltura fino all'autunno, quando scendevano verso le località di origine (Motta Santa Lucia, Martirano, Scigliano) con clima più mite sia per l'altimetria che sia per la migliore esposizione. Durante l'inverno, infatti, nei territori ad alta quota del Reventino il clima è molto rigido. I primi insediamenti permanenti, in territorio di Decollatura, si verificarono nei luoghi più alti e più vicini al paese di origine, ossia dapprima ad Adami, a partire dalla seconda metà del XVI secolo, da coloni di Motta Santa Lucia che avevano accettato l'invito del vescovo di Martirano a trasferirsi stabilmente nei territori montani della Mensa vescovile in cambio della concessione in enfiteusi dei terreni agricoli. Il popolamento proseguì nel '600 per il miglioramento climatico dovuto alla bonifica dei terreni pianeggianti posti attorno ai 700 metri di altezza, per l'afflusso di cittadini di Motta rimasti senza casa e senza mezzi di sostentamento a causa del terremoto del 27 marzo 1638, per l'afflusso di cittadini della contea di Martirano che volevano sottrarsi ai soprusi feudali dei d'Aquino, e infine per l'afflusso di soggetti di varia provenienza geografica appartenenti a minoranze non cattoliche che volevano sottrarsi alle persecuzioni religiose. Conflenti, ad esempio, sarebbe stato popolato da cittadini di religione israelita di Martirano e di Nicastro (oggi Lamezia Terme) in fuga dopo l'emanazione del decreto di cacciata dal Vicereame spagnolo napoletano nel 1510.

### Tradizioni e folclore
L'isolamento geografico ha fatto sì che nel territorio del Reventino si tramandassero leggende e tradizioni peculiari. Fra le più famose, anche perché ricordate in "Tora", una delle più note poesie di Michele Pane (nato a Decollatura nella frazione di Adami), le leggende legate alle "fate" del Reventino, degli esseri soprannaturali le quali avrebbero potuto distribuire ricchezze smisurate, e la leggenda di una chioccia in grado di generare pulcini d'oro:

E me cuntavadi tante passate

de li briganti:

- A Riventinu ccè sû le Fate

- dicìadi sempre - 'nd'hannu brillanti! -

Ed appoggianduse pue la cunocchia

supra lu sina,

...dicìadi: - Puru cc'èdi 'na jocca

ch'àdi de uaru 'nu pulicinu

e gira sempre dintra li faghi,

dduv'è orvicatu

lu cchiù putente riccu dei maghi

ccu 'lli trisuari; c'è nu ligatu:

ca s'unu 'a jocca, o lu pulicinu,

pòdi mu 'ncappa,

chillu trisuaru ch'è a Riventinu,

resta pue ad illu; ma chi l'acchiappa!...
Numeroso è inoltre il numero di poeti popolari di notevole qualità fra i quali occorre ricordare, oltre a Michele Pane e Vittorio Butera, giudicati fra i maggiori poeti dialettali calabresi, i poeti in lingua italiana Franco Berardelli e Franco Costabile.